# Caspar Lee
Caspar Richard George Lee (født 24. april 1994) er en britisk-sydafrikansk Youtuber, der på sin youtubekanal har over 7,5 millioner følgere (januar 2018).

## Youtube
Caspar Lee oprettede sin youtubekanal i 2011, og kanalen har i dag mere end 868 millioner visninger (januar 2017). Kanalen hed oprindeligt "Dicasp", men har senere ændret navn til "Caspar". I 2012 oprettede han en second channel under navnet "morecaspar", som i dag har næsten 2 millioner følgere og mere end 117 millioner visninger (januar 2017). På sin primære youtubekanal har Caspar Lee blandt andet lavet videoer sammen med youtuberne Alfie Deyes, Zoe Sugg, Joe Sugg og Troye Sivan. Caspar Lee har også i en årrække boet sammen med Joe Sugg.

## Film
Caspar Lee har også medvirket i flere film, herunder Spud 3: Learning to Fly i 2014, Svampebob: En rigtig landkrabbe i 2015 og Laid in America i 2016 sammen med youtuberen KSI.